# Wrightia sikkimensis
Wrightia sikkimensis är en oleanderväxtart som beskrevs av James Sykes Gamble. Wrightia sikkimensis ingår i släktet Wrightia och familjen oleanderväxter. Inga underarter finns listade i Catalogue of Life.